# Гива
Гива̀ (на иврит: גִּבְעָה) е древен град в Израел.
Споменаван неколкократно в Библията,[Съд. 19:12 – 16] той е част от земите на Вениаминовото коляно. Днес обикновено се идентифицира с останките, разкрити през 1868 година на хълма Тел ел-Фул северно от Йерусалим.